# Villemaur-sur-Vanne
Villemaur-sur-Vanne – miejscowość i dawna gmina we Francji, w regionie Grand Est, w departamencie Aube. W dniu 1 stycznia 2016 roku z połączenia trzech ówczesnych gmin – Aix-en-Othe, Palis oraz Villemaur-sur-Vanne – powstała nowa gmina Aix-Villemaur-Pâlis. W 2013 roku populacja Villemaur-sur-Vanne wynosiła 512 mieszkańców.

## Populacja

Populacja Villemaur-sur-Vanne w latach 1962–2008

Populacja Aix-en-Othe w latach 1962–2008

Populacja Palis w latach 1962–2008